# Молодаво Второе
Молодаво Второе (укр. Молодаво Друге) — село в Привольненской сельской общине Дубенского района Ровненской области Украины.
Население по переписи 2001 года составляло 308 человек. Почтовый индекс — 35626. Телефонный код — 3656.